# Simplon (Schiff, 1920)
Die Simplon ist ein Schaufelraddampfer auf dem Genfersee. Seit 2011 steht sie unter Denkmalschutz.

## Geschichte

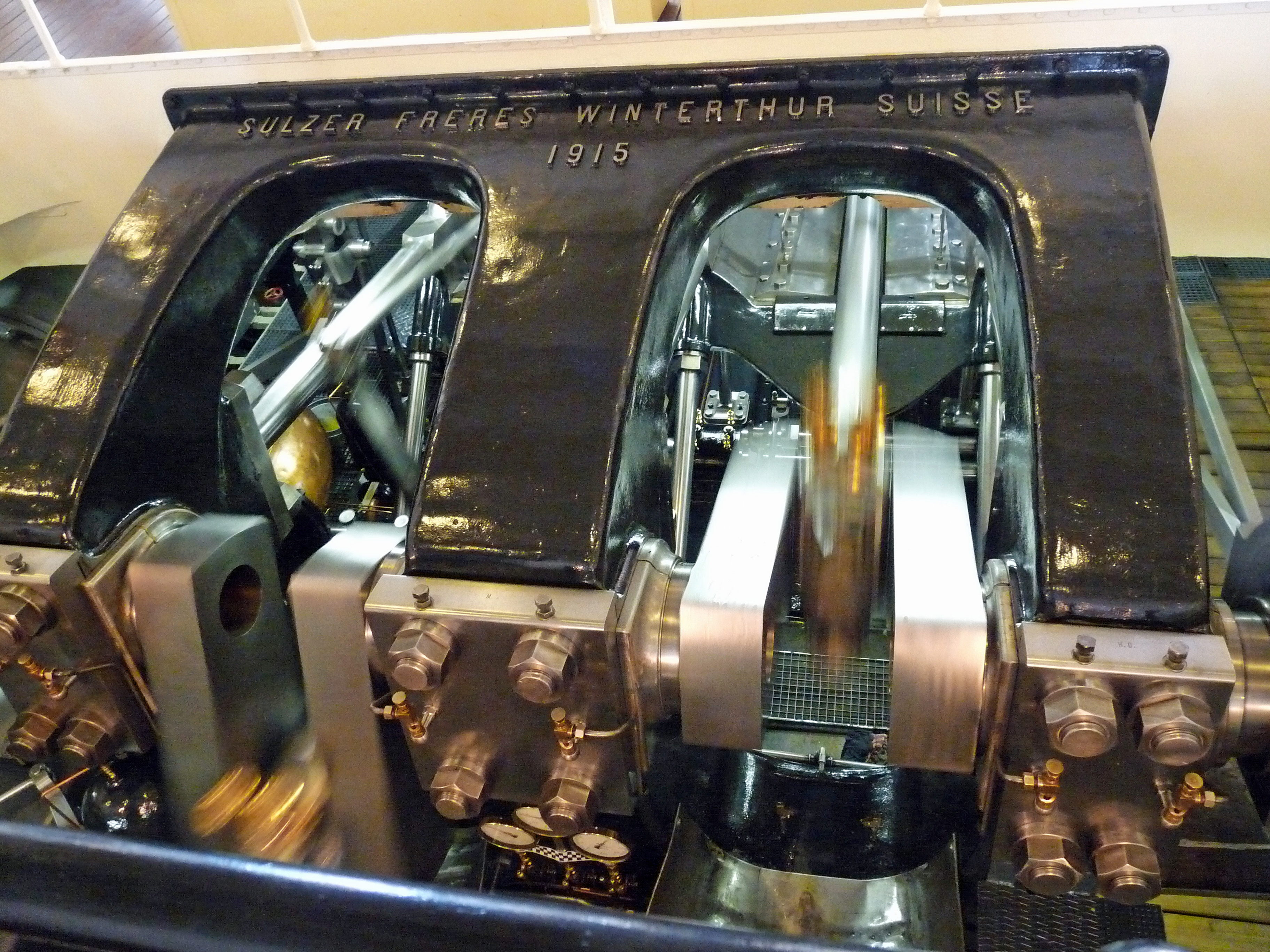
Die Dampfmaschine von 1915 in Betrieb (2011)

Die Simplon – das dritte Schiff auf dem Genfersee, das diesen Namen trägt – wurde 1913 von der Compagnie Générale de Navigation sur le Lac Léman (CGN) beim Hersteller Sulzer AG in Winterthur in Auftrag gegeben und dort in den Jahren 1914 bis 1919 gebaut. Die Dampfmaschine ist aus dem Jahr 1915. Infolge des Ersten Weltkrieges wurde das Schiff erst 1920 in Betrieb genommen. Die Innenausstattung ist im typischen Stil des Klassizismus gehalten.
Im Laufe seines langen Lebens wurde das Schiff mehrfach Renovationen unterzogen. 1924 wurde die Simplon für den Nachtbetrieb ausgebaut. 1928 erfolgten eine Erneuerung der 1. Klasse und die Verkleidung des Oberdeckdachs mit Metall. 1932 wurden auf dem Oberdeck Frontscheiben eingebaut. 1938 wurden die Täfelung und die Möbel erneuert. 1959 erhielt die Simplon als erstes Schiff auf dem Genfersee eine Dieselfeuerung für ihren Dampfkessel. 1963 wurde das Oberdeck modernisiert und wurden die Zugangstreppen ausgewechselt.
2011 wurde die Simplon vom Kanton Waadt unter Denkmalschutz gestellt.